# Gheron Netta

Gheron Netta

Gheron Netta (n. 22 martie 1891, Turnu Severin – d. 28 august 1955, penitenciarul Aiud) a fost un profesor universitar și om politic român, care a deținut funcția de ministru de finanțe în Guvernul Ion Antonescu (3), în perioada 1 aprilie-23 august 1944.
Gheron Netta, care se trăgea dintr-o familie de evrei înstăriți, tatăl său posedând teren agricol și o casă, s-a înscris în 1912 la Universitatea Comercială din Leipzig pe care a absolvit-o în 1914 cu o lucrare de diplomă cu titlul „Handelsbeziehungen zwischen Leipzig und Ost- und Südosteuropa bis zum Verfall der Warenmesse“ (Relațiile comerciale între Leipzig și Europa de sud-est până la decăderea târgului de mărfuri), lucrare pe care a tipărit-o în 1920 la Zürich, în timp ce era înmatriculat, din 1919, la Universitatea Zürich, pentru studii în științele economice, pe care le-a absolvit în 1921.
În calitate de ministru de finanțe, Gheron Netta a dispus centralizarea rechiziționărilor abuzive făcute de armata germană trecându-le pe listele de aprovizionare a acesteia și a impus Germaniei ca aprovizionarea trupelor sale să fie plătită în aur prin băncile unui stat neutru (Elveția). Gheron Netta a fost arestat la 18 mai 1946 în lotul Aurel Aldea. Prin decizia nr. 27 de la 6 februarie 1948 a Curții de Apel București - Secția a IX-a,  inculpatul Netta Gheron (fiul lui Nicolae și Alexandrina, născut la 22 martie 1891, în municipiul Drobeta-Turnu Severin, prof. univ. doctor în științe economice la Zürich, căsătorit, are o fiică fără antecedente penale, cu ultimul domiciliu în București, Str. Antim, nr. 49) a fost condamnat la temniță grea, 10 ani de degradare civică și confiscarea averii pentru săvârșirea crimei de război prevăzută de art. 2, lit. a raportat la art. 3, alin. 2 din Legea 312/1945, cu aplicarea art. 157 din Codul Penal anterior. O parte din detenție s-a aflat la penitenciarele Uranus, Văcărești și Aiud, unde a murit la 28 august 1955.
Pe data de 17 ianuarie 2000, completul 9 al Curții Supreme de Justiție l-a reabilitat pe Gheron Netta. Ca urmare a acestei reabilitări, fiicele sale Netta Ana-Silvia și Constantin Ileana-Rodica au primit drept moștenire de la tatăl lor, Gheron Netta, două imobile în București cu un total de 76 de apartamente.

## Volume publicate
- Negustorii orientali la Lipsca : contribuțiuni la istoria comerțului românesc, 1916
- Din cauzele economice ale războiului european, 1916
- Die Handelsbeziehungen zwischen Leipzig und Ost- und Südosteuropa bis zum Verfall der Warenmessen, 1920
- Politica economică ungurească și statele sudestului Europei, 1921
- Viitorul economic al Severinului, 1921
- Cercetări economice asupra regiunei Orșova-Severin, București, Cartea Românească, 1923
- Drumuri mari de comerț în regiunea Orșova - Severin, 1923
- Relațiunile economice polono-române, 1924
- Regimul bancar în Europa, 1927
- Încercări de navigațiune pe Olt, București, Cartea Românească, 1928
- Problemele micei economii, 1929
- Buletinul institutului economic românesc, 1930
- Cultivarea economiei în statele apusene, 1930
- Expansiunea economică a Austriei și explorările ei orientale, București, Cartea Românească, 1930
- Băncile noastre și situația lor actuală, București, s.n., 1933
- Elemente de istoria comerțului: anul I, București, Academia de Înalte Studii Comerciale și Industriale, 1937
- Bâlciurile în comerțul nostru, 1939
- Oltenii în trecutul economic al țărei lor, Craiova, Ramuri, 1944.